# Varkaus
Varkaus (chiamata prima del 1929 Warkaus) è una città finlandese di 19759 abitanti, situata nella regione del Savo Settentrionale. Il comune è monolingue finlandese.
Situata su una serie di stretti all'interno del Lago Saimaa,nella Finlandia orientale, la città è attraversata da un'estensione del Canale di Saimaa. Diventata un centro industriale alla fine del XIX secolo con la cartiera A. Ahlström, la città venne occupata durante la guerra civile finlandese dai Rossi nel 1918, ma a causa della sua posizione isolata, venne subito presa dalla Guardia Bianca; una volta occupata la città i Bianchi effettuarono la decimazione nei confronti delle truppe rosse.
Il termine varkaus, che in finlandese moderno significa "furto", nella lingua antica significava anche stretto, da cui la città prende il nome.
Il 1º gennaio 2005 il comune di Kangaslampi è stato annesso a Varkaus.

## Geografia fisica
Varkaus è circondata dall'acqua e disposta su diverse isole separate da canali, posizione che gli ha permesso di diventare un centro dell'industria del legname e della pasta di legno.

## Distretti
Varkaus è divisa nei seguenti quartieri:
| - Lehtoniemi - Käpykangas - Könönpelto - Kurola - Puurtila - Kangaslampi | - Kuoppakangas - Päiviönsaari - Kommila - Keskusta - Taipale - Repokangas | - Häyrilä - Peltola - Kaura-aho - Luttila - Lapinmäki - Ruokojärvi | - Ruokokoski - Harjuranta - Sarkamäki - Joenranta - Kuvansi - Nurmenniemi | - Timola - Helvejärvi - Kotiranta - Tukiala - Hasinmäki - Ala-Kinari | - Kopolanniemi - Leppäsyrjä - Huruslahti - Pihjalaharju - Puurtilanniemi - Pussilanjoki |

## Amministrazione

### Gemellaggi
- Lu'an
- Nakskov
- Rjukan
- Sandviken
- Petrozavodsk
- Rüsselsheim
- Pirna, dal 1961
- Zalaegerszeg